# Mariologia

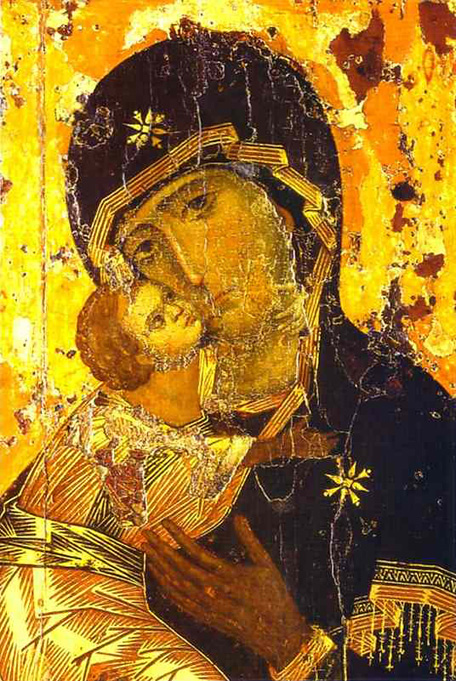
La icona d'Eleusa de la Mare de Déu amb el Nen Jesús en una representació que comparteixen les esglésies orientals i occidentals

La mariologia és una branca de la teologia catòlica dedicada a l'estudi de Maria, mare de Jesús. Els inicis d'aquests estudis són del segle xvii, quan es tendí a unir totes les qüestions teològiques relacionades en la Mare de Déu en una única part de la Teologia. El primer a utilitzar aquest terme fou Plácido Nigido a la Summa Sacrae Mariologiae editada a Palermo el 1602.
Al seu origen hi hagué una divisió entre els autors que consideraven que la mariologia era una branca depenent de la cristologia i els qui la veien com la part més elevada de l'eclesiologia, que actualment es consideren dues visions compatibles tot i que es considera que la Mariologia transcendeix l'eclesiologia. Segons la Lumen Gentium, "per la seva maternitat divina, amb la qual està unida al Redemptor, i per les seves singulars gràcies i dons, està unida també íntimament amb l'Església".

## Història
Després de les formulacions dels Pares de l'Església i els concilis, la teologia mariana guanyà pes amb Anselm de Canterbury i Bernat de Claravall al segle xi i sobretot amb Albert el Gran, Bonaventura de Bagnoregio, Tomàs d'Aquino i Joan Duns Escot. Un nou salt en aquesta matèria es va produir als segles xvi i xvii amb Pere Canisi, Llorenç de Brindisi, Francisco Suárez, i Bartolomé de los Ríos, entre d'altres. La definició de la Immaculada Concepció de Pius XI suposà un punt d'inflexió i multiplicà l'interès i els documents publicats de la disciplina. La declaració del Concili Vaticà II es considera la principal fita del moviment marià, a través de la declaració de la maternitat espiritual de Maria i la proclamació de Maria com la Mare de l'Església.
Per estudiar la mariologia es pot dividir la disciplina segons els títols que s'ha donat a Maria al llarg de la història: Mare de Déu, Immaculada Concepció, Perpètua virginitat de Maria, Assumpció de Maria, Reina del Cel, Corredemptora, Mare de l'Església. Els manuals de mariologia també incorporen una part sobre les devocions a Maria i una aproximació teològica a Josep de Natzaret.